# 甘松
甘松为忍冬科甘松属植物，原产中国西部和喜马拉雅山区，生长于海拔2,500米至5,000米的地区，生于高山灌丛或草甸。

## 别名
马蹄香（中国经济植物志）、大救驾（陕西、四川）、老君须（陕西）、蜘蛛香

## 形态
多年生矮小草本，有强烈松节油般的香气；秋季开淡红色管状花，成球状密伞花序。

## 用途
根和根状茎即可用于制作熏香、香水，亦可入药，性温、味甘，功能理气止痛，主治胸腹满痛等症。

## 保育狀況
其被列為《瀕危野生動植物種國際貿易公約》（CITES）附錄二的物種，被限制出口及貿易。

## 關聯條目
- 哪噠

## 外部連結
- 甘松 Gansong （页面存档备份，存于） 藥用植物圖像數據庫 (香港浸會大學中醫藥學院) （中文）（英文）
- 甘松 中藥材圖像數據庫  (香港浸會大學中醫藥學院) （中文）（英文）
- 甘松 Gan Song （页面存档备份，存于） 中藥標本數據庫 (香港浸會大學中醫藥學院) （繁體中文）（英文）